# 塔斯坎比亞 (密蘇里州)
塔斯坎比亞（英語：Tuscumbia）是位於美國密蘇里州米勒縣的村。同時該地也是米勒縣的縣治。

## 人口
根據2020年美國人口普查的數據，塔斯坎比亞的面積為0.89平方千米，皆為陸地。當地共有人口188人，而人口密度為每平方千米211人。